# Rataje Słupskie
Rataje Słupskie – wieś w Polsce położona w województwie świętokrzyskim, w powiecie buskim, w gminie Pacanów.
| SIMC    | Nazwa       | Rodzaj    |
| ------- | ----------- | --------- |
| 0258900 | Błonie      | część wsi |
| 0258916 | Gajówka     | część wsi |
| 0258922 | Podolszynie | część wsi |

W latach 1954-1972 wieś była siedzibą gromady Rataje Słupskie. W latach 1975–1998 miejscowość położona była w województwie kieleckim.